# Vinchos (distrito)
Vinchos é um distrito do peru, departamento de Ayacucho, localizada na província de Huamanga.

## Transporte
O distrito de Vinchos é servido pela seguinte rodovia:
- AY-106, que liga a cidade de Paras ao distrito
- PE-28A, que liga o distrito de Ayacucho à cidade de San Clemente (Região de Ica) [1][2][3]